# (8900) AAVSO
(8900) AAVSO (1995 UD2) – planetoida z pasa głównego asteroid okrążająca Słońce w ciągu 4,05 lat w średniej odległości 2,54 au. Odkryta 24 października 1995 roku.